# دانيال بونس دي ليون
دانيال بونس دي ليون (بالإسبانية: Daniel Ponce de León)‏ مواليد 27 يوليو 1980 في شيواوا، ولاية شيواوا، المكسيك، هو ملاكم مكسيكي يصنف ضمن فئة وزن الريشة. حقق بطولة منظمة الملاكمة العالمية. شارك في دورة الألعاب الأولمبية الصيفية سنة 2000. حقق الميدالية البرونزية في دورة الألعاب الأمريكية 1999.

## إحصائيات
خاض خلال مسيرته 52 نزالا، فاز في 45 وخسر في 7. فاز بالضربة القاضية في 35 نزالا.

## الميداليات
| الميدالية | المسابقة                    |
| --------- | --------------------------- |
| برونزية   | دورة الألعاب الأمريكية 1999 |

## روابط خارجية
- دانيال بونس دي ليون على موقع بوكس ريك (الإنجليزية) (registration required)
- دانيال بونس دي ليون على موقع أوليمبيديا (الإنجليزية)